# Toto IV
Toto IV é o quarto álbum de estúdio da banda de rock Toto, lançado em 1982. Esse álbum foi o de maior sucesso da banda. Teve hits como "Africa", "Rosanna" e "I Won't Hold You Back". Toto IV ganhou seis Grammy Awards em 1983 incluindo Álbum do Ano, Produtor do Ano e Gravação do Ano por "Rosanna".

## Faixas
1. "Rosanna" – 5:31
2. "Make Believe" – 3:45
3. "I Won't Hold You Back" – 4:56
4. "Good for You" – 3:20
5. "It's a Feeling" – 3:08
6. "Afraid of Love" – 3:51
7. "Lovers in the Night" – 4:26
8. "We Made It"– 3:58
9. "Waiting for Your Love" – 4:13
10. "Africa" – 4:57